# Pablo Paz
Pour les articles homonymes, voir Paz.
Pablo Paz est un footballeur argentin né le 27 janvier 1973 à Bahía Blanca. Il évoluait au poste de défenseur. Il est le père de Nico Paz, milieu offensif à Côme. 